# Гидроксокобаламин
Гидроксокобаламин ((OH)Кбл, или B12a) — природная форма витамина B12, и главный член семейства кобаламинов. Именно эта форма витамина массово производится в коммерческих целях при помощи бактерий.
Метаболит цианокобаламина. Участвует в процессе кроветворения, образования эпителиальных клеток, функционирования нервной системы.